# Susan Lynch
Susan Lynch (Newry, 5 giugno 1971) è un'attrice nordirlandese.

## Biografia
Susan Lynch nasce a Newry, nell'Irlanda del Nord, il 5 giugno 1971 da padre nordirlandese e da madre italiana, Rosina Pavone, originaria di Trivento (in provincia di Campobasso). Sorella minore dell'attore John Lynch, frequentò scuole di recitazione e prese parte a varie rappresentazioni teatrali. Il ruolo che la rese nota al pubblico e che le valse un IFTA, premio cinematografico irlandese, fu quello di Nora Barnacle, moglie di James Joyce nel film Nora, con Ewan McGregor e Andrew Scott.

## Filmografia parziale

### Cinema
- Il segreto dell'isola di Roan (The Secret of Roan Inish), regia di John Sayles (1994)
- Intervista col vampiro (Interview with the Vampire: The Vampire Chronicles), regia di Neil Jordan (1994)
- Svegliati Ned (Waking Ned), regia di Kirk Jones (1998)
- Beautiful Creatures, regia di Bill Eagles (2000)
- Nora, regia di Pat Murphy (2000)
- La vera storia di Jack lo squartatore - From Hell (From Hell), regia di Albert e Allen Hughes (2001)
- 16 Years of Alcohol, regia di Richard Jobson (2003)
- L'amore fatale (Enduring Love), regia di Roger Michell (2004)
- Mickybo & Me (Mickybo and Me), regia di Terry Loane (2004)
- Il coraggio di cambiare (Duane Hopwood), regia di Matt Mulhern (2005)
- Elizabeth: The Golden Age, regia di Shekhar Kapur (2007)
- Holy Water, regia di Tom Reeve (2009)
- Il segreto (The Secret Scripture), regia di Jim Sheridan (2016)
- Ready Player One, regia di Steven Spielberg (2018)
- Downton Abbey, regia di Michael Engler (2019)

### Televisione
- Moving On – serie TV, episodio 2x04 (2010)
- Monroe – serie TV, 12 episodi (2011-2012)
- New Tricks - Nuove tracce per vecchie volpi (New Tricks) – serie TV, episodio 8x05 (2011)
- Grandi speranze (Great Expectations), regia di Brian Kirk – miniserie TV (2011)
- The Secret of Crickley Hall, regia di Joe Ahearne – miniserie TV (2012)
- Ambassadors, regia di Jeremy Webb – miniserie TV (2013)
- National Treasure, regia di Marc Munden – miniserie TV (2014)
- Happy Valley – serie TV, 7 episodi (2016-2023)
- Apple Tree Yard - In un vicolo cieco (Apple Tree Yard), regia di Jessica Hobbs – miniserie TV (2017)
- Killing Eve – serie TV, episodi 1x07-1x08 (2018)
- Save Me – serie TV, 11 episodi (2018-2020)
- Unforgotten – serie TV, 6 episodi (2021)
- Close to Me, regia di Michael Samuels – miniserie TV, 4 puntate (2021)
- Pistol, regia di Danny Boyle – miniserie TV, puntata 5 (2022)
- The Change – serie TV, 6 episodi (2023)
- Daddy Issues – serie TV, episodi 1x01-1x06 (2024)
- A Thousand Blows – serie TV, 4 episodi (2025)

## Doppiatrici italiane
Nelle versioni in italiano delle opere in cui ha recitato, Susan Lynch è stata doppiata da:
- Silvia Tognoloni in Svegliati Ned
- Laura Boccanera in La vera storia di Jack lo squartatore - From Hell
- Debora Magnaghi in 16 Years of Alcohol
- Alessandra Korompay in L'amore fatale
- Francesca Fiorentini ne Il coraggio di cambiare
- Rita Baldini in Holy Water
- Selvaggia Quattrini ne Il segreto
- Georgia Lepore in Apple Tree Yard - In un vicolo cieco
- Marina Guadagno in Ready Player One
- Patrizia Burul in Downton Abbey
- Emanuela D'Amico in Killing Eve
- Loretta Di Pisa in Happy Valley (st. 2)
- Sabrina Duranti in Happy Valley (st. 3)
- Laura Romano in A Thousand Blows